# Чи ми ще зійдемося знову…
«Чи ми ще зійдемося знову…» — вірш Тараса Шевченка 1847 року, який увійшов до поетичної збірки «В казематі». Вірш написаний поетом під час його перебування під арештом в казематі III відділу в С.-Петербурзі.

## Сюжет
Вірш звернений до «соузників» Тараса Шевченка в казематах III відділу, колишніх членів Кирило-Мефодіївського братства. Поет закликає ув'язнених «змиритися», але не з самодержавством, а з долею політичних засланців, мужньо переносити тягар свого становища, бути до кінця відданими батьківщині і справі народного визволення.

## Автограф
Зберіглося три чистові автографи вірша, які зберігаються в Інституті літератури ім. Т. Шевченка: в окремому рукопису циклу «В казематі», у «Малій книжці», у «Більшій книжці».

## Написання та датування
Автографи вірша не датовано. Твір датується за місцем автографа в окремому рукопису циклу «В казематі» та часом ув'язнення Шевченка в казематі III відділу під час слідства над учасниками Кирило-Мефодіївського братства з 17 квітня по 30 травня 1847 року, орієнтовно: 19 — 30 травня 1847 рік, С.-Петербург.
Первісний автограф не відомий. До найранішого відомого рукопису циклу «В казематі» вірш переписано передостаннім, перед поезією «Понад полем іде…» («Косар»), після групи творів («Садок вишневий коло хати…», «Не спалося, а ніч, як море…», «Рано-вранці новобранці…», «В неволі тяжко, хоча й волі…»), написаних після поезії «Весеннє сонечко ховалось…» («Н. Костомарову»), яка в окремому автографі має дату: «1847 мая 19». З цього рукопису Шевченко, повернувшись з Аральської описової експедиції до Оренбурга, наприкінці 1849-го (не раніше 1 листопада) або на початку 1850 року (не пізніше дня арешту поета 23 квітня), переписав твір у складі циклу «В казематі» (під № 12) з виправленнями в рядках 4 і 12 до «Малої книжки» (до четвертого зшитка за 1846—1847 роки). 18 березня 1858 року, перебуваючи в Москві, поет переписав вірш з виправленнями в першому і третьому рядках з «Малої книжки» до «Більшої книжки», помінявши його місцем у циклі «В казематі» з поезією «Понад полем іде…» («Косар»): передостаннім записано вірш «Понад полем іде…» («Косар»), останнім — «Чи ми ще зійдемося знову?..». Під текстом твору, внизу сторінки — дата: «Москва. 1858. Марта 18», яка стосується не безпосередньо поезії «Чи ми ще зійдемося знову?..», а всього циклу «В казематі», вказуючи на час його занесення до «Більшої книжки».
Влітку 1856 року, не пізніше 15 серпня, список з чистового рукопису-автографа циклу «В казематі» (крім поезії «Не спалося, а ніч, як море…»), що належав тоді В. В. Тарновському-молодшому, зробив П. О. Куліш. У списку П. О. Куліша переписано раніший варіант четвертого рядка: «В степи-вертепи рознесли», а виправлення Шевченка в цьому рядку не відтворено: «В степи-вертепи понесли».

## Публікація
Вірш вперше надруковано за списком П. О. Куліша в журналі «Основа» 1861 року (№ 10, стор. 2).
Відомі списки у рукописних збірках «Кобзар» 1861 року, що належав І. П. Левченкові, «Сочинения Т. Г. Шевченка» 1862 року, «Стихотворения Шевченка», «Кобзар» 1865 року, переписаний Д. Демченком, «Кобзар» 1866 року, список невідомою рукою.
Вперше вірш введено до збірки творів у виданнях: «Кобзарь Тараса Шевченка / Коштом Д. Е. Кожанчикова» 1867 року (СПб., стор. 399) і «Поезії Тараса Шевченка» 1867 року (Львів, том I, стор. 213) (в обох виданнях подано за першодруком, але у виданні Д. Ю. Кожанчикова рядок 1 подано за «Більшою книжкою»: «Чи ми ще зійдемося знову?..»).